# Frank Boeijen
Frank Boeijen, né le 27 novembre 1957 à Nimègue, est un chanteur néerlandais qui s'est rendu célèbre dans les années 1980. Ses chansons se caractérisent par des textes poétiques et mélancoliques.

## Biographie
Frank Boeijen est né et a grandi à Nimègue. Il est le plus jeune d'une famille catholique de huit enfants. Son enfance a été marquée par la musique de Bob Dylan et de Neil Young qu'écoutaient ses frères. 